# Chaunté Lowe
Chaunté LaTasha Lowe (dekliški priimek Howard), ameriška atletinja, * 12. januar 1984, Jacksonville, Florida, ZDA. 
Nastopila je na poletnih olimpijskih igrah v letih 2004, 2008, 2012 in 2016, leta 2008 je osvojila bronasto medaljo v skoku v višino, ob tem pa še četrto mesto leta 2016 in šesto leta 2012. Na svetovnih prvenstvih je osvojila srebrno bronasto medaljo leta 2005, na svetovnih dvoranskih prvenstvih pa naslov prvakinje leta 2012 in bronasto medaljo leta 2010.